# Olga Romasko
Olga Vladimirovna Romasko (en russe : Ольга Владимировна Ромасько), née le 18 avril 1968 à Borodino, est une biathlète russe. Elle est double championne du monde de sprint en 1996 et 1997. Aux Jeux olympiques d'hiver de 1998, elle est médaillée d'argent du relais.

## Biographie
Elle effectue sa première saison de Coupe du monde en 1995-1996 et remporte le titre mondial du sprint, son premier succès. Elle effectue sa meilleure saison en 1997, gagnant notamment le sprint de Nagano avant de terminer la Coupe du monde au quatrième rang du classement général. Aux championnats du monde 1997, elle conserve son titre sur le sprint et remporte la médaille de bronze sur la poursuite et le relais, ainsi que la médaille d'argent sur la course par équipes. 

## Palmarès

### Jeux olympiques d'hiver
| Épreuve / Édition | Individuel | Sprint | Relais                             |
| ----------------- | ---------- | ------ | ---------------------------------- |
| JO 1998 Nagano    | 33e        | 27e    | Médaille d'argent, Jeux olympiques |

Légende :
- : deuxième place, médaille d'argent

### Championnats du monde
| Mondiaux \ Épreuve         | individuel | Sprint               | Poursuite                        | Départ en masse                  | Relais                    | Course par équipes               |
| 1996 Ruhpolding            | -          | Médaille d'or, monde | Épreuve inexistante à cette date | Épreuve inexistante à cette date | 5e                        | 10e                              |
| 1997 Osrblie               | -          | Médaille d'or, monde | Médaille de bronze, monde        | Épreuve inexistante à cette date | Médaille de bronze, monde | Médaille d'argent, monde         |
| 1998 Pokljuka / Hochfilzen | JO Nagano  | JO Nagano            | 16e                              | Épreuve inexistante à cette date | JO Nagano                 | Médaille d'or, monde             |
| 1999 Kontiolahti / Oslo    | 7e         | -                    | -                                | -                                | Médaille d'argent, monde  | Épreuve inexistante à cette date |

Légende :

 : première place, médaille d'or

 : deuxième place, médaille d'argent

 : troisième place, médaille de bronze

 : épreuve inexistante à cette date

— : pas de participation à cette épreuve

### Coupe du monde
- Meilleur classement général : 4e en 1997.
- 7 podiums individuels : 4 victoires et 3 troisièmes places.
- 4 victoires en relais.

### Détail des victoires individuelles
| Saison / Épreuve | Individuel         | Sprint                                 | Poursuite | Mass start | Total |
| 1995-1996        |                    | Ruhpolding (Championnats du monde)     |           |            | 1     |
| 1996-1997        |                    | Osrblie (Championnats du monde) Nagano |           |            | 2     |
| 1997-1998        | Antholz Anterselva |                                        |           |            | 1     |
| Total            | 1                  | 3                                      | 0         | 0          | 4     |

#### Classements annuels
| Année | Classement général final |
| 1996  | 17e                      |
| 1997  | 4e                       |
| 1998  | 25e                      |
| 1999  | 28e                      |
| 2000  | 48e                      |

### Championnats d'Europe
- Médaille d'argent de l'individuel en 2000.
- Médaille d'argent de relais en 2001 et 2002.
- Médaille de bronze de la poursuite en 2002.